# ماکسیم یارووی
ماکسیم یارووی (اوکراینی: Максим Володимирович Яровий؛ زادهٔ ۳ اکتبر ۱۹۸۹) ورزشکار دوگانه، و اسکی‌باز صحرانوردی اهل اوکراین است.